# Kaplanei 2 (Quedlinburg)

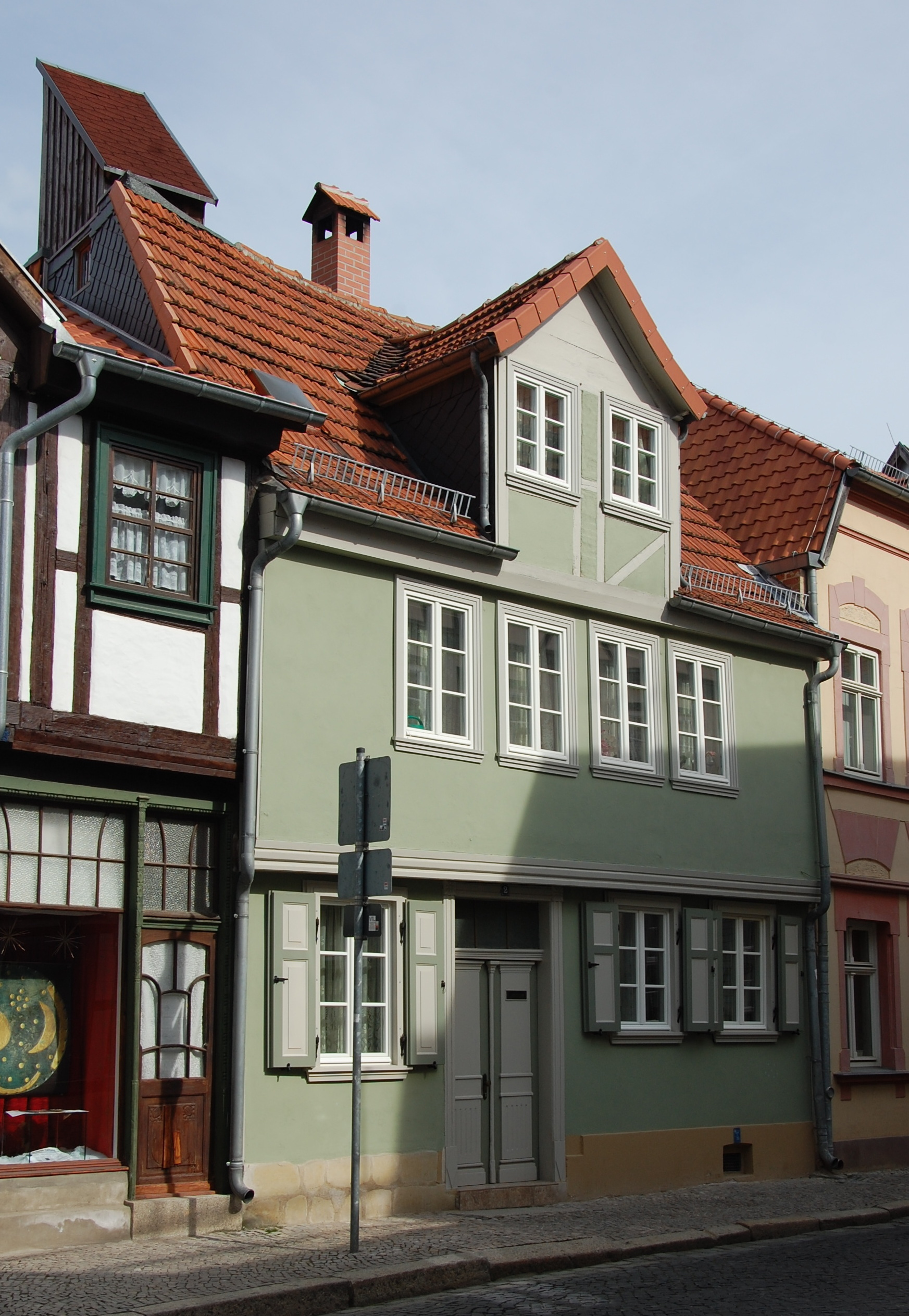
Kaplanei 2, 2014

Das Haus Kaplanei 2 ist ein denkmalgeschütztes Gebäude in der Stadt Quedlinburg in Sachsen-Anhalt.

## Lage
Es befindet sich in der historischen Quedlinburger Neustadt auf der Nordseite der Straße Kaplanei. Es gehört zum UNESCO-Weltkulturerbe und ist im Quedlinburger Denkmalverzeichnis als Wohnhaus eingetragen. Westlich grenzt das gleichfalls denkmalgeschützte Haus Kaplanei 1 an.

## Architektur und Geschichte
Das zweigeschossige Fachwerkhaus stammt in seinem Kern vermutlich aus der Zeit um 1680. Am oberen Stockwerk sind die Fenster in Form einer Fensterreihung angeordnet. In der Mitte des 19. Jahrhunderts wurde das Gebäude im Stil des Klassizismus umgestaltet. Die Fassade wurde verputzt und in das Dach ein Zwerchhaus eingefügt.